# Ibn Abi Uszajbia
Ibn Abi Uszajbia (arabul: ابن أبي أصيبعة), teljes nevén Ibn Abi Uszajbia Nuvaffak al-dín Abú-l-'Abbász Ahmed b. Kászim, (Kairó, 1203 – Szalkhad, 1269) középkori arab orvos, tudománytörténetíró.
Kairóban született, ahol nagyapja és édesapja is az Ajjúbida szultánok udvarában viselt előkelő orvosi hivatalokat. Tanulmányait Kairóban kezdte, majd Damaszkuszban folytatta. Itt 1234-ben kinevezték a nagy Núri-kórház főorvosává, később pedig a szíriai Szalkhad emírjének lett udvari orvosa. Ezt a hivatalt egészen haláláig viselte. Nevét a híres keleti orvosokról és természettudósokról írt életrajzi szótára örökítette meg. A mű első teljes európai kiadását August Müller készítettel a 19. század végén.